# لاري بويي
لاري بويي (بالإنجليزية: Larry Bowie)‏ هو لاعب كرة قدم أمريكية أمريكي، ولد في 21 مارس 1973 في أننيستون في الولايات المتحدة.

## وصلات خارجية
- لاري بويي على موقع مرجع كرة القدم المحترفة.كوم (الإنجليزية)